# Syndrome du grand chien noir

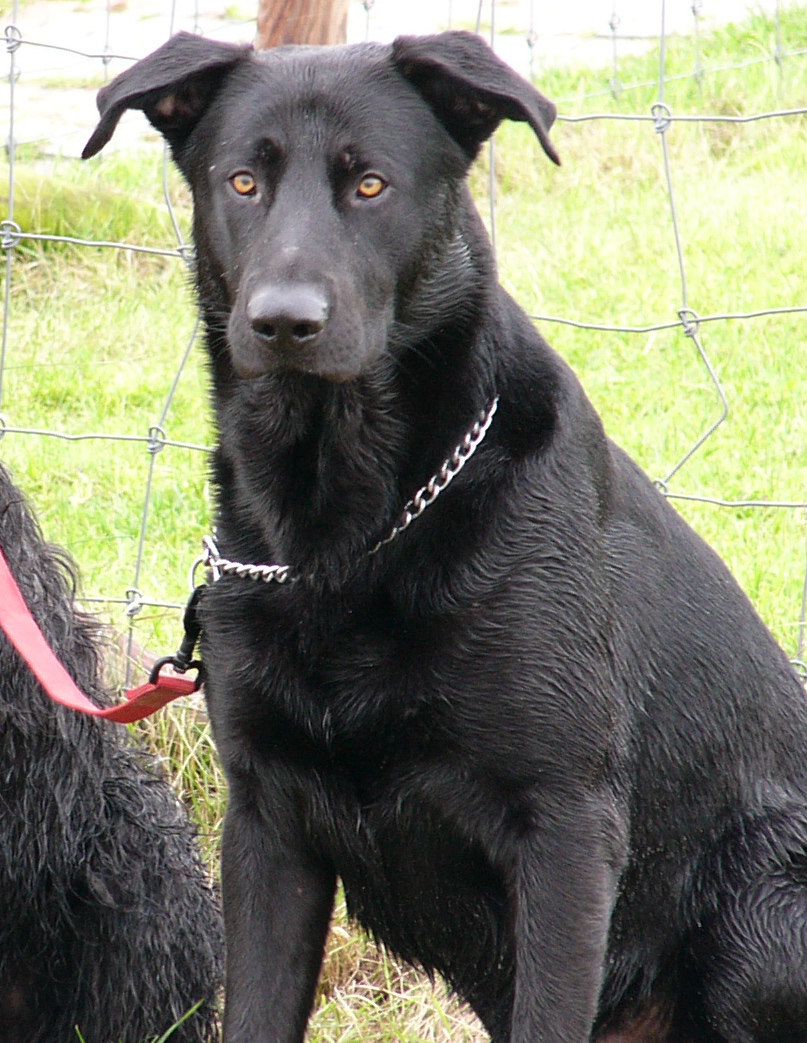
Un grand chien noir.

Le syndrome du grand chien noir (en anglais, black dog syndrome ou big black dog syndrome, BBDS) est une explication controversée au fait que les chiens noirs de grande taille soient les moins facilement adoptés dans les refuges. Les grands chiens noirs seraient considérés comme moins amicaux et plus dangereux que les autres. Ce phénomène serait amplifié par la représentation négative du grand chien noir dans la culture.
Différentes études démontrent que les personnes attribuent arbitrairement des traits de caractère aux chiens en se basant sur leur taille, leur couleur et la forme de leurs oreilles. Cependant, certaines donnent des résultats contraires à la théorie d'un syndrome du grand chien noir.